# Chambry (Aisne)
Chambry è un comune francese di 757 abitanti situato nel dipartimento dell'Aisne della regione dell'Alta Francia.

## Società

### Evoluzione demografica
Abitanti censiti